# Celles, Dordogne
Celles är en kommun i departementet Dordogne i regionen Nouvelle-Aquitaine i sydvästra Frankrike. Kommunen ligger i kantonen Montagrier som tillhör arrondissementet Périgueux. År 2022 hade Celles 611 invånare.

## Befolkningsutveckling
Antalet invånare i kommunen Celles
Referens:INSEE